# Světový pohár v biatlonu 2023/2024 – Canmore
9. podnik Světového poháru v biatlonu v sezóně 2023/2024 probíhal od 14. do 17. března 2024 v kanadském Canmore jako poslední kolo tohoto ročníku světového poháru. Na programu podniku byly sprinty, stíhací závody a závody s hromadným startem.
V Canmore se naposledy závodilo v únoru 2019.

## Program závodů
Oficiální program:
| Datum      | Disciplína                       | Začátek (SEČ) | Počet závodníků |
| ---------- | -------------------------------- | ------------- | --------------- |
| 14. března | Sprint (ženy)                    | 17:40         | 93              |
| 15. března | Sprint (muži)                    | 17:40         | 101             |
| 16. března | Stíhací závod (ženy)             | 18:10         | 59              |
| 16. března | Stíhací závod (muži)             | 22:10         | 58              |
| 17. března | Závod s hromadným startem (ženy) | 18:10         | 30              |
| 17. března | Závod s hromadným startem (muži) | 22:20         | 30              |

## Průběh závodů

### Sprinty
Po první střelbě se dostala do průběžného vedení Francouzka Lou Jeanmonnotová, kterou předjela její krajanka Julia Simonová. Zatímco Simonová pak při druhé střelbě minula jeden terč, Jeanmonnotová byla bezchybná a držela první místo v cíli. Brzy po ní jela Švýcarka Lena Häckiová-Großová, která také zastřílela obě položky čistě a odjížděla do posledního kola vteřinu za Francouzkou. Na posledním mezičase byla o vteřinu před ní, ale pak zpomalila a dojela průběžně druhá. Po nich startovala Italka Lisa Vittozziová, která také zasáhla všechny terče a  při odjezdu do posledního kola měla ztrátu dvě vteřiny. Dokázala však ještě zrychlit a do cíle dojela 5,5 vteřiny před Jeanmonnotovou. Vedoucí závodnice této disciplíny i celého světového poháru, Norka Ingrid Landmark Tandrevoldová, udělala po jedné chybě při každé střelecké položce a přes rychlý běh dojela na 17. místě. Přesto si udržela vedení v celkovém pořadí sprintu a získala malý křišťálový glóbus za vítězství v této sezóně.

Tereza Voborníková zastřílela obě položky bezchybně a dojela dvanáctá, Lucie Charvátová s jednou chybou o čtyři pozice za ní. Markéta Davidová nezasáhla první dva terče, dalších osm pak sestřelila a dojela na 25. místě. Mimo bodované pořadí pak skončily Jessica Jislová (49.) a Kristýna Otcovská (63.), obě s dvěma střeleckými chybami.
Sprint mužů probíhal stejně jako ženský závod za jasného počasí a jen mírného větru. Po první střelecké položce byl nejrychlejší Nor Johannes Thingnes Bø. Tou dobou se už po druhé střelbě dostal do průběžného vedení jeho bratr Tarjei Bø, před kterého se posunul Ital Tommaso Giacomel. V tomto pořadí také dojeli do cíle: nejdříve Tarjei Bø, kterého o 1,5 vteřiny předstihl Giacomel. Johannes Bø pak odstřílel i druhou položku čistě, odjížděl s náskokem přes tři čtvrtě minuty. Ten do cíle ještě navýšil a o více než minutu zvítězil. Po druhé střelbě se na druhé místo posunul Švéd Sebastian Samuelsson, který však v posledním kole běžecky ztrácel a dojel šestý. S číslem 100 pak jako předposlední startoval další Nor Johan-Olav Botn, bronzový medailista z předchozího sprintu. Po druhé bezchybné střelbě vyjížděl do posledního kola s náskokem pěti vteřin na Itala, ale také pak už běžel pomaleji a skončil pátý. Tarjei Bø si druhým místem vybojoval malý křišťálový glóbus za vítězství ve sprintu. 

Čeští biatlonisté běželi pomaleji. Nejlépe dojel Michal Krčmář, který nezasáhl dva terče a skončil na 33. místě. Stejně střílející Jakub Štvrtecký skončil o čtyř pozice za ním. Body získal ještě 39. Jonáš Mareček, který střílel čistě, ale nejpomaleji ze všech. Vítězslav Hornig střílel také čistě, ale běžel ještě pomaleji a obsadil 56. místo. Do stíhacího závodu těsně nepostoupil Mikuláš Karlík z 61. pozice.

### Stíhací závody
V závodě žen si vítězka sprintu, Italka Lisa Vittozziová, udržovala mírný náskok před Francouzkou Lou Jeanmonnotovou. Ta při druhé střelbě nezasáhla jeden terč, a tak se za Vittozziovou posunula další Francouzka Julia Simonová. Po třetí střelbě, kterou zastřílela čistě (obě Francouzky jednou chybovaly) zvýšila Italka svůj náskok na téměř dvacet vteřin. S ním také přijížděla na poslední střeleckou položku. Zde sice minula jeden terč, ale Jeanmonnotová také a Simonová dva. Na třetí místo se tak posunula další Francouzka Justine Braisazová-Bouchetová, která Jeanmonnotovou zpočátku dojížděla, ale v druhé polovině kola už nedokázala zrychlit, a tak dojela třetí. Simonová skončila čtvrtá a v pořadí stíhacích závodů se před ní posunula Vittozziová, která tak získala malý křišťálový glóbus za vítězství v této disciplíně.

Z českých reprezentantek se dařilo Markétě Davidové. Vleže zasáhla všechny terče a z 25. místa na startu se posunula na průběžnou osmou pozici. Při střelbách vstoje pak sice třikrát chybovala, ale rychlým během (dosáhla třetího nejlepšího času ze všech závodnic) si toto místo udržela. „Měla jsem strašný štěstí, že jsem kolem sebe měla rychlý běžkyně. Snažila jsem se jich držet, odpočívat, kde se dá, není tu moc prudkých kopců, což mi trochu hrálo do karet,“ komentovala to po závodě. Tereza Voborníková nezasáhla také tři terče, ale běžela pomaleji a dojela dvacátá. Lucie Charvátová s pěti střeleckými chybami skončila o čtyři pozice za ní. Nejlépe sice střílela Jessica Jislová (dvě chyby), ale běžela pomalu a dokončila závod na 48. místě.
Stíhací závod mužů měl vcelku jednoznačný průběh. Nor Johannes Thingnes Bø si od startu udržoval téměř minutový náskok před ostatními. Ten se sice snížil na 20 vteřin po tom, kdy vleže nezasáhl celkem dva terče, ale pak střílel stejně nebo lépe než nejbližší soupeři a vedení si udržel až do cíle. Vítězstvím získal nejen malý křišťálový glóbus za stíhací závody, ale měl už takový náskok v celkovém hodnocení, že si s předstihem zajistil i velký křišťálový glóbus za celkové hodnocení sezóny. Jeho nejbližším pronásledovatelem v závodě byl zpočátku Francouz Émilien Jacquelin, který však udělal celkem čtyři střelecké chyby. Po čtvrté střelbě se proto za Johannese Bø dostali lépe střílející Francouz Éric Perrot a Švéd Sebastian Samuelsson. Celé poslední kolo jel na druhém místě Perrot, ale Samuelsson jej v cílové rovině předjel a vybojoval stříbrnou medaili.

Z českých závodníků se dařilo Michalu Krčmářovi, který udělal celkem dvě střelecké chyby a rychlým během se posunul o devět pozic oproti sprintu na 24. místo. Vít Hornig se třemi nezasaženými terči skončil na 48. místě, těsně za ním pak dojel Jonáš Mareček se stejnou střelbou a 50. byl Jakub Štvrtecký se sedmi střeleckými chybami.

### Závody s hromadným startem
V závodě žen se nejdříve udržovala v čele Francouzka Julia Simonová. Při třetí střelbě však udělala dvě chyby a na první pozici se posunula její krajanka Lou Jeanmonnotová spolu s Němkou Janinou Hettichovou-Walzovou. Během poslední střelby obě poprvé chybovaly, ale udržely si svoje pozice, na kterých také dojely do cíle. Jeanmonnotová tímto vítězstvím vybojovala malý křišťálový glóbus za první místo v hodnocení závodů s hromadným startem. Na třetí místo se dostala Francouzka Gilonne Guigonnatová, které zastřílela všechny položky čistě a vybojovala tak svoje první umístění na stupních vítězů. Za medailistkami se bojovalo celkové vítězství ve tomto ročníku světového poháru. Italka Lisa Vittozziová, která měla před závodem náskok 61 bodů, nezasáhla pět terčů a skončila na 21. místě. Jediná její potencionální soupeřka, Norka Ingrid Landmark Tandrevoldová, však dojela až osmá, a tak Vittozziová získala poprvé v kariéře velký křišťálový glóbus.

Z českých reprezentantek předvedla Markéta Davidová opět velmi rychlý běh zejména v první polovině závodu, kdy v každém kole předjela několik soupeřek. Vstoje však nezasáhla šest terčů a dojela až na 26. místě. Lépe skončily všechny její kolegyně: Tereza Voborníková se dvěma nezasaženými terči byla 16., Jessica Jislová se třemi pak 22. a Lucie Charvátová, která udělala pět střeleckých chyb, se umístila dvě místa za ní.
V závodě mužů, do kterého se neprobojoval žádný český reprezentant, se po první střelbě dostal do čela  Nor Johannes Thingnes Bø s malým náskokem před Vetle Sjåstad Christiansenem. Běžel pak rychleji než ostatní a když třetí položku zastřílel nejen čistě, ale i velmi rychle, zvýšil svůj náskok na více než 40 vteřin. Na druhé místo se po horší střelbě Christiansena dostal jeho krajan Johannes Dale-Skjevdal. Při poslední položce sice 
Johannes Bø nezasáhl poslední terč, ale s přehledem zvítězil. Tím získal i malý křišťálový glóbus za vítězství v této disciplíně, když velký křišťálový glóbus měl zajištěný už po sobotním stíhacím závodě. Na třetí místo se v předposledním kole probojoval Francouz Émilien Jacquelin, který sice vyjížděl do posledního kola se ztrátou deseti vteřin, ale Dale-Skjevdala už nedojel. 

## Umístění na stupních vítězů

### Muži
| Disciplína                        | První místo          | Výkon             | Druhé místo            | Výkon             | Třetí místo       | Výkon             |
| Sprint (10 km)                    | Johannes Thingnes Bø | 23:37,0 (0+0)     | Tommaso Giacomel       | 24:39,7 (0+1)     | Tarjei Bø         | 24:41,2 (0+1)     |
| Stíhací závod (12,5 km)           | Johannes Thingnes Bø | 34:38,0 (1+1+0+1) | Sebastian Samuelsson   | 34:49,2 (0+0+1+0) | Éric Perrot       | 34:49,6 (0+1+0+0) |
| Závod s hromadným startem (15 km) | Johannes Thingnes Bø | 36:03,4 (0+0+0+1) | Johannes Dale-Skjevdal | 36:47,9 (2+0+0+0) | Émilien Jacquelin | 37:10,6 (1+1+0+1) |

### Ženy
| Disciplína                          | První místo       | Výkon             | Druhé místo               | Výkon             | Třetí místo                   | Výkon             |
| Sprint (7,5 km)                     | Lisa Vittozziová  | 19:38,2 (0+0)     | Lou Jeanmonnotová         | 19:43,7 (0+0)     | Lena Häckiová-Großová         | 19:46,8 (0+0)     |
| Stíhací závod (10 km)               | Lisa Vittozziová  | 28:15,9 (0+0+0+1) | Lou Jeanmonnotová         | 28:28,1 (1+0+1+1) | Justine Braisazová-Bouchetová | 28:35,3 (2+1+0+0) |
| Závod s hromadným startem (12,5 km) | Lou Jeanmonnotová | 32:55,0 (0+0+0+1) | Janina Hettichová-Walzová | 33:06,9 (0+0+0+1) | Gilonne Guigonnatová          | 33:10,8 (0+0+0+0) |